# Литвиновка (Северо-Казахстанская область)
Литвиновка (каз. Литвиновка) — село в районе имени Габита Мусрепова Северо-Казахстанской области Казахстана. Входит в состав Тахтабродского сельского округа. Находится примерно в 82 км к юго-востоку от села Новоишимское, административного центра района, на высоте 263 метров над уровнем моря. Код КАТО — 596659300.

## Население
В 1999 году численность населения села составляла 324 человека (150 мужчин и 174 женщины). По данным переписи 2009 года, в селе проживало 294 человека (141 мужчина и 153 женщины).